# アナザーゴッドポセイドン 〜海皇の参戦〜
アナザーゴッドポセイドン 〜海皇の参戦〜（アナザーゴッドポセイドン かいおうのさんせん）は、2017年3月、エレコから発売されたパチスロ機（5号機,ART）である。

## 概要
純増約2.0枚の5.5号機ART機である。本作ではジーグ製のWIZARD筐体で登場。
本機は『アナザーゴッドハーデス - 奪われたZEUS Ver.』に続いて登場したアナザーゴッドシリーズの2作品目にあたる。
ゲームシステムは、アナザーゴッドシリーズでお馴染みの青7リプ連廃止等を踏襲しつつ、ART「GOD GAME」の抽選を行うリアルボーナス「G-ROAD」（開始前に盾図柄を自分で揃える必要がある。）とCZ「Prometheus ZONE」を採用している。
天井ゲーム数が1800Gと5.5号機の中では最も深い部類であり(5.5号機では実質青天井の『BLOOD+』や天井無しの『ラストエグザイル 銀翼のファム』の例があるので、ポセイドンの天井ゲーム数が5.5号機の中で最も深いというわけではない。)、純増枚数低下による出玉性能の低下、単純明快だったハーデスとは異なりキャラクター設定が難解だったこと、ほぼ同時期に世界観が類似した『聖闘士星矢 海皇覚醒』(三洋物産)が大ヒットした影響もあり、歴代シリーズのような人気を獲得するには至らなかったが、ポセイドン独自のゲームシステムは一部のユーザーには評価されており、実際には一撃万枚以上の獲得も報告されている。

## 通常時・ゲーム性
これまでのシリーズと同じように液晶上には1～8とアルファベットのVが存在し、『1・3・5・7・V』のいずれかが液晶上で3つ揃えばARTへと突入する。また同様に『7 7 7』はGOD図柄成立と同じ恩恵を得られ、『V V V』は濃青7揃いと同じ恩恵を得られる。本作では、神々の凱旋で採用された0図柄が廃止されている。リールは新たに濃い青7図柄、白7図柄、盾図柄が追加された。
本機はハーデスと同様にアナザーゴッドシリーズの特徴である青7リプ連がARTやCZの契機にならない点を引き続き継承している。ハーデスとは異なり、通常時とART時のモードが別々となっており、ART当選前に滞在しているモードがART中には引き継がれないため、ART終了後の通常時の引き戻しゾーン開始時はART当選時に滞在していたモードの状態からのゲームとなる。
本機は内部的にARTの当選を左右するモードで管理されていて、小役成立時に移行抽選を行う。存在するモードは「低確A・低確B・通常・天国準備・天国A・天国B・超天国・深海」。
各々のモードでART当選率が異なり、各種確定役を除いて最も当たりづらいものが低確A・B、当たりやすいのが超天国である。
また各モードの特徴として低確Aは同モードをループしやすく、低確Bは上位モードに移行しやすい。共通して確定役以外からのART当選はほぼ皆無に等しい。
天国準備はART当選には期待できないものの天国へ移行しやすくなっており、天国AはART当選度が高いものの通常モード以下に転落しやすい。天国Bは天国Aと同じART当選率だが、転落率が緩和されており、また天国準備へ移行する可能性も十分望める。超天国は基本的には移行しないものとして考えてもらって差支えがないが、こちらに移行した場合、かなりの高確率でART当選の期待が持て、また転落後も天国以上に滞在していることも十分有り得るハイチャンスなモード。
通常モードは低確A・Bと天国A・Bのちょうど中間あたりの立ち位置で、基本はこのモードを経由してモードの上下が行われる。
深海モードはハーデスの冥界モードに似たようなモードで、突入することは非常に稀であるが、高確以上の滞在時にART当選した時点でトライデントアタックが確定する。
本機では特定のゲーム数でプロメテウス高確に突入することがあり、突入した場合はCZ「Prometheus ZONE」の抽選も行っている。
本機は歴代シリーズとは異なり、当選の確定演出が幾つか用意されている。ガセ演出として鉄板だった遅れ演出は、発生した時点でARTが当選しやすくなる代わりに出現率が歴代シリーズと比べて低くなっている。また、ハーデスのAT中のみに発生するリールロック「共鳴ロック」は、本機では通常時でも発生するようになり、リールロック3段階で図柄揃いが、4段階でGODが確定する。
本作の天井は、ART間のゲーム数となっているため、G-ROAD中は通常ゲーム数がカウントされないが、G-ROADにてARTが当選しなかった場合は天井までのゲーム数を引き継ぐことができる。

## MB（G-ROAD,イージスモード）
通常時またはART中の特殊リプレイで当選するリアルボーナスで、開始前に盾図柄を揃える必要がある。通常時の当選でG-ROADに突入し、ART中の当選でイージスモードに突入する。
17G間のボーナスであるが、ゲーム内容はそれぞれ異なる。
G-ROADでは、チャンス役で子役履歴にダイヤを表示させることでART抽選を行う。ダイヤ連の数が多いほどART当選確率が上がるので当選に期待できる。最終ゲーム以外では演出なしでのチャンス役はART当選が確定する。
一方、イージスモードでは、下段黄7以外の役で盾を貯めるゲーム内容となっている。上位版の超イージスモードに突入する場合があり、突入すると下段黄7でも一定割合で盾が貯まるため、ART継続のチャンスとなる。

## CZ（プロメテウスゾーン）
5G間のCZ。5G以内に奇数図柄揃いで槍演出が発生し、3段階目に突入した場合は、ART開始時に3桁ゲーム数が確定する「トライデントアタック」が確定する。トライデントアタックに突入出来なかった場合はARTが確定する。

## ART（GOD GAME）
1セット50GのART。トライデントアタック当選時は最低111G以上、後述のアトランティスゾーンでの図柄揃い等で獲得したゲーム数が1セットの初期ゲーム数になる場合がある。
ART「GOD GAME」はイージスの盾とGGストックの抽選を同時に行っている。また、ステージごとにストックする確率も異なっている。
GG中にリアルボーナスが当選した場合は盾獲得抽選の「イージスモード」に突入する。
濃青7揃い、またはVVV揃いで「GOD FURY」に突入し、GG1個ストックと一定ゲーム間でGGと盾の両方をストックする確率がアップする。
GOD図柄揃いは、100GのGODステージとGG3個ストック（うち最低1個はトライデントアタック確定）の恩恵がある。
本機のARTは、単発ではシリーズ最低の出玉性能となっており、GOD当選でもトライデントアタックでゲーム数を上乗せしない限り大量出玉に期待出来ない。そのため、「ART中に盾をストック→アトランティスゾーンで図柄を揃える→トライデントアタックに突入する→大量ゲーム数を獲得する」という流れを掴めるか否かが大量出玉獲得の鍵を握っている。

## 引き戻しゾーン（アトランティスゾーン）
ART終了後は、獲得したイージスの盾のストックがある場合に限り、GGストックの有無に関係なくアトランティスゾーンに突入する。
図柄揃いチャンスでストックした盾を消費し、盾が0になると終了する。
盾図柄揃いが成立した場合は、次回のARTゲーム数が最低50Gストックされ、ストックした盾も消費しない。一部の確率で槍演出が発生し、3段階目に突入した時点で「トライデントアタック」が確定する。
尚、盾図柄を揃える演出が発生した場合は白7図柄で代用することが可能で、白7図柄が揃った場合は盾図柄揃いと同じ恩恵を受けられる。